# Lucio Furio Filo
Lucio Furio Filo  fue un político y militar romano, muy vinculado con Escipión Emiliano y Cayo Lelio Sapiens.

## Carrera pública
Formó parte del círculo de Escipión y fue amante de la literatura griega y amigo de muchos de sus eruditos.
En 136 a. C. alcanzó el consulado con Sexto Atilio Serrano como colega; como cónsul electo los senadores le concedieron la administración de la administración provincial romana de Hispania Citerior, con lo que le responsabilizaron de la entrega de Cayo Hostilio Mancino a los numantinos, al que los rebeldes habían derrotado y obligado a concluir un tratado muy desfavorable para los intereses romanos.
Cuando Quinto Cecilio Metelo Baleárico y Quinto Pompeyo trataron de impedir la marcha del cónsul les ordenó ir con él en calidad de legatus. Una vez en su provincia ordenó a los soldados establecerse en las inmediaciones de la capital de los sediciosos y cerciorarse de que Mancino acabara en sus manos, pero los numantinos cerraron sus puertas y rechazaron quedarse con el excónsul, con lo que pretendían no violar el pacto que habían concluido con este.
Cicerón le menciona en una de sus obras, en la que alaba el estilo de sus discursos:

Lucio Furio Filo hablaba muy bien el latín y con más literatura que los demás.